# (732) Tjilaki
(732) Tjilaki – planetoida z pasa głównego asteroid okrążająca Słońce w ciągu 3 lat i 312 dni w średniej odległości 2,46 au. Została odkryta 15 kwietnia 1912 roku w Landessternwarte Heidelberg-Königstuhl w Heidelbergu przez Adama Massinge. Nazwa pochodzi od rzeki i wioski Tjilaki w Indonezji. Przed nadaniem nazwy planetoida nosiła oznaczenie tymczasowe (732) 1912 OR.